# Gymnobela subaraneosa
Gymnobela subaraneosa är en snäckart som först beskrevs av Philippe Dautzenberg och Fischer 1896.  Gymnobela subaraneosa ingår i släktet Gymnobela och familjen kägelsnäckor. Inga underarter finns listade i Catalogue of Life.